# Postanalytische filosofie
Postanalytische filosofie beschrijft het loslaten van de traditionele filosofische positie van de analytische filosofie, welke de hedendaagse dominante filosofische school is in de Engelstalige wereld. Postanalytische filosofie is grotendeels ontstaan in de hedendaagse Amerikaanse filosofie en voornamelijk vanuit het werk van Richard Rorty, Donald Davidson, Hilary Putnam en W.V. Quine. Daarnaast wordt de term ook geassocieerd met de typerend Amerikaanse stroming van het pragmatisme, die de stelling inneemt dat objectieve waarheid niet mogelijk is en de nadruk legt op conventionele karakter van overtuigingen, nut en sociale vooruitgang.
De term "postanalytische filosofie" beschrijft niet zozeer een concrete filosofische stroming, als wel een contrast met de traditionele analytische filosofie. Vele postanalytische filosofen werken dan ook rond dezelfde klassieke onderwerpen als analytische filosofen dat doen. In een interview zei Richard Rorty over het contrast:
I think that analytic philosophy can keep its highly professional methods, the insistence on detail and mechanics, and just drop its transcendental project. I'm not out to criticize analytic philosophy as a style. It's a good style. I think the years of superprofessionalism were beneficial.
Rorty benadrukt dat het essentiële doel van postanalytische filosofie niet intrinsiek tegengesteld is aan dat van de analytische filosofie of aan dat van haar methodes, maar enkel aan haar uiteindelijke verwachtingen. Postanalytische filosofie wordt ook soms postfilosofie genoemd, een term die vooral door Rorty wordt gebruikt om aan te duiden dat de filosofie niet langer haar traditionele doel dient in de maatschappij en dat die rol is overgenomen door andere media.